# Sinophorus villosus
Sinophorus villosus är en stekelart som beskrevs av Sanborne 1984. Sinophorus villosus ingår i släktet Sinophorus och familjen brokparasitsteklar. Arten är reproducerande i Sverige. Inga underarter finns listade i Catalogue of Life.